# Hưng Yên
Hưng Yên wymowaⓘ – miasto w Wietnamie, stolica prowincji Hưng Yên. W 2008 roku ludność miasta wynosiła 41 728 mieszkańców.